# ليوبولد بوتيسيل
ليوبولد بوتيسيل (بالألمانية: Leopold Potesil)‏ (مواليد 13 مايو 1935) هو ملاكم نمساوي، مثّل بلاده في الألعاب الأولمبية الصيفية في دورتي 1952 و1956.

## روابط خارجية
- ليوبولد بوتيسيل على موقع بوكس ريك (الإنجليزية) (registration required)
- ليوبولد بوتيسيل على موقع أوليمبيديا (الإنجليزية)